# Cañonera Lenin
La cañonera Lenin (en ruso: канонерская лодка Ленин) es un buque de guerra que a lo largo de su accidentada historia perteneció sucesivamente a la Armada Imperial Rusa, la Armada de la República Democrática de Azerbaiyán y finalmente a la Armada Soviética. Originalmente fue nombrado cañonera Kars (канонерская лодка Карс) antes de ser rebautizado como cañonera Lenin (канонерская лодка Ленин) en 1920 y finalmente renombrado PKZ-100 en 1955, antes de ser desguazado.

## Construcción
Botado en diciembre de 1908 en el astillero Nuevo Almirantazgo de San Petersburgo,  el 22 de agosto de 1909 fue incluido en las listas de buques de la Armada Imperial Rusa. Del 28 de abril al 7 de julio de 1911, fue trasladada a la Flotilla del Caspio de la Armada Imperial Rusa por vías navegables interiores.

## Historial de combate
En junio de 1916, para fortalecer la defensa antisubmarina en el mar Caspio los cañones de popa de 120 mm y 75 mm se retiraron del Kars para instalarlos en barcos de transporte, y solo en junio de 1918 el barco fue reequipado con tres cañones de 102 mm. Ese año se proclamó la independencia de la República Democrática de Azerbaiyán (ADR).
En la primavera de 1919, después de la captura de Bakú por los británicos, en el curso de la intervención aliada en la Guerra Civil Rusa, la posición británica en la región del Caspio se fortaleció considerablemente. Al controlar los productos petrolíferos de Bakú y las principales instalaciones industriales, así como los 147 barcos de la marina mercante y militar del Caspio, a la Administración Británica del Petróleo, comenzó a tomar medidas urgentes para establecer su propia marina en el mar Caspio. 
La tripulación de las cañoneras Ardahan y Kars, compuesta principalmente por rusos, consideraba enemigos tanto a los británicos como a los guardias blancos. El 26 de febrero de 1919, el informe operativo del mando del Ejército de la Guardia Blanca en las costas occidentales del mar Caspio decía: «los barcos más grandes, las cañoneras Ardahan y el Kars, están en malas condiciones». 
A principios de 1918, los marineros de estos barcos apelaron repetidamente al comando soviético en Astracán a través de los comunistas de Bakú para «garantizar su seguridad para regresar al poder soviético». Como se señala en el informe del general británico George Milne, Comandante en Jefe del Ejército del Mar Negro, sobre las operaciones del ejército bajo su mando en el Cáucaso y el mar Caspio en 1918-1920. La tripulación de la Flotilla del Caspio (dos cañoneras, el Ardahan y el Kars, así como varios barcos auxiliares) fue disuelta el 1 de marzo de 1919, por temor a ser hundidas por su propia tripulación «por su propensión al bolchevismo». 
En agosto de 1919, después de que los británicos abandonaran el país, el Puerto Militar fue formado por el ministro de Guerra de la ADR y se reorganizó la Flotilla Naval del Caspio, que incluía la cañonera Kars. Además, la flotilla incluía: su gemela la cañonera Ardagan y las embarcaciones auxiliares: Astrabad, Araks, Nargen, etc.
A finales de abril de 1920, el poder pasó a los bolcheviques. Y la cañonera Kars del 19 de mayo de 1920 pasó a formar parte de la Flota Roja de la República Socialista Soviética de Azerbaiyán y luego a las fuerzas del Mar Caspio bajo el nombre de Cañonera Lenin.
La cañonera Lenin se sometió a una importante reforma en 1925-1927, después de la cual, el 27 de junio de 1931, el barco se unió a la Flotilla del Caspio, rebautizada como Fuerzas del Mar Caspio, bajo control soviético.
Durante la Gran Guerra Patria, proporcionó servicios principalmente como transporte de suministros, equipos tanto militares como civiles y refuerzos en las aguas del Mar Caspio. En diciembre de 1954, fue dado de baja y reclasificado como cuartel flotante (PKZ). Desde el 13 de mayo de 1955 se la renombro PKZ-100. El 28 de enero de 1958 fue dada de baja de las listas de la Armada Soviética y entregada al Departamento de Bienes Inmuebles para su desguace.

## Comandantes
- 1910 - 1911 - Capitán de Segundo Rango Piotr Konstantinovich Syrovyatkin.[3]
- 1911 - 1916 - Capitán de Segundo Rango (desde el 6 de diciembre de 1914 capitán de Primer Rango) Nikolái Emmanuilovich Vikorst
- 1920 - 1922 - Capitán de Segundo Rango Konstantín Ivanovich Samoilov
- 1936 - 1938 - Vladímir Nestorovich Lezhava.